# Marlierea convexivenia
Marlierea convexivenia är en myrtenväxtart som beskrevs av Bruce K. Holst. Marlierea convexivenia ingår i släktet Marlierea och familjen myrtenväxter. Inga underarter finns listade i Catalogue of Life.